# گوایابال د سیکیما
گوایابال د سیکیما (انگلیسی: Guayabal de Síquima) نام یک منطقه مسکونی در کلمبیا است.